# Shamamidzor
Shamamidzor är ett vattendrag i Armenien.   Det ligger i provinsen Vajots Dzor, i den södra delen av landet, 80 kilometer sydost om huvudstaden Jerevan.
Trakten runt Shamamidzor består i huvudsak av gräsmarker. Runt Shamamidzor är det ganska glesbefolkat, med 28 invånare per kvadratkilometer.